# Drwęca
Il Drwęca (in tedesco: Drewenz) è un fiume della Polonia settentrionale, affluente della Vistola (presso Toruń, dove forma parte di un circondario amministrativo della città). La lunghezza è di 107 km (il 17° più lungo del Paese) e l'area del bacino è di 5.344 km² (tutti in Polonia).

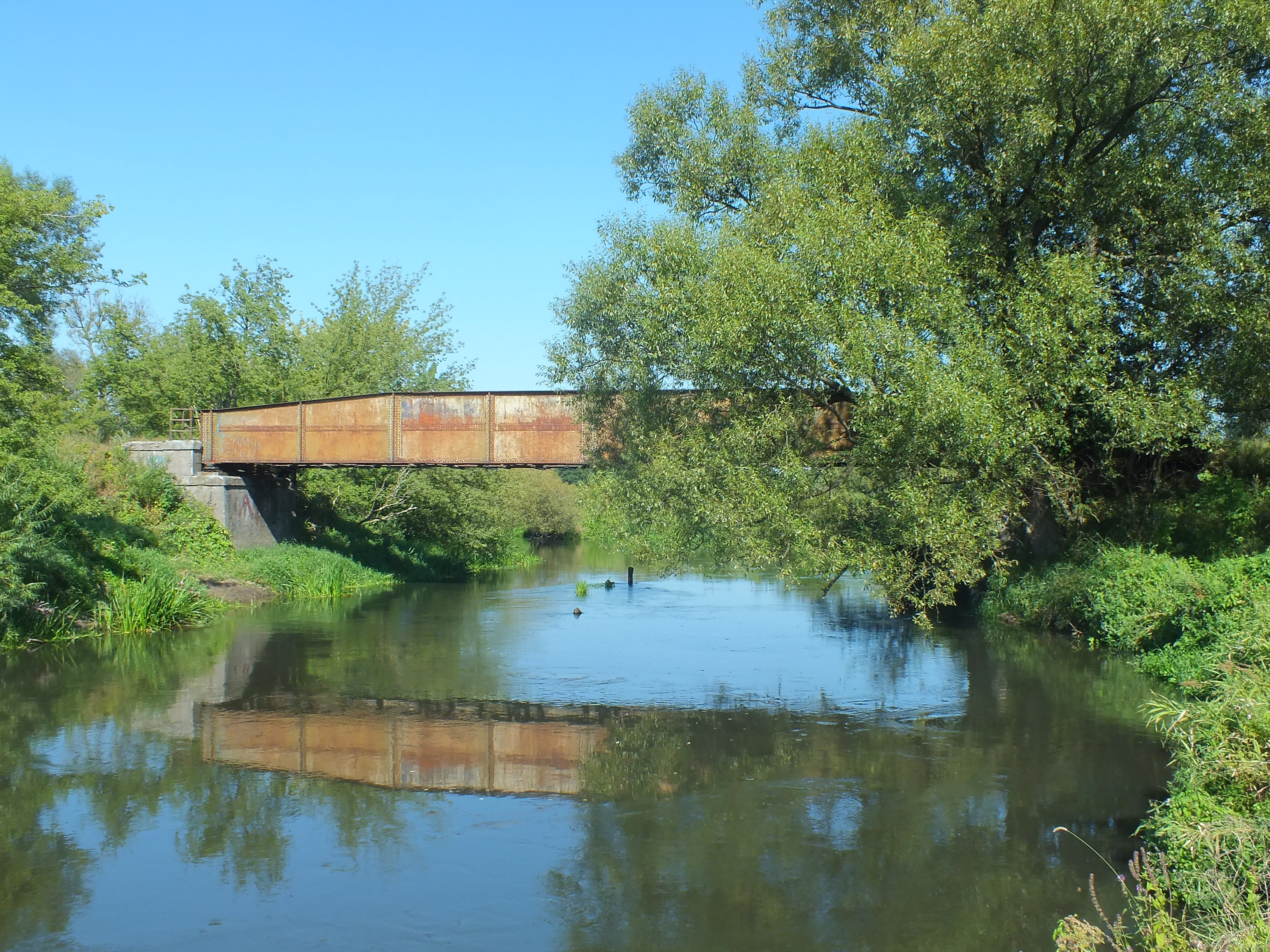
Il fiume Drwęca a Brodnica

## Città attraversate
- Nowe Miasto Lubawskie
- Brodnica
- Golub-Dobrzyń
- Toruń